# Steve Kornacki
 (décembre 2022).
La mise en forme du texte ne suit pas les recommandations de Wikipédia : il faut le « wikifier ».
Les points d'amélioration suivants sont les cas les plus fréquents. Le détail des points à revoir est peut-être précisé sur la page de discussion.
- Les titres sont pré-formatés par le logiciel. Ils ne sont ni en capitales, ni en gras.
- Le texte ne doit pas être écrit en capitales (les noms de famille non plus), ni en gras, ni en italique, ni en « petit »…
- Le gras n'est utilisé que pour surligner le titre de l'article dans l'introduction, une seule fois.
- L'italique est rarement utilisé : mots en langue étrangère, titres d'œuvres, noms de bateaux, etc.
- Les citations ne sont pas en italique mais en corps de texte normal. Elles sont entourées par des guillemets français : « et ».
- Les listes à puces sont à éviter, des paragraphes rédigés étant largement préférés. Les tableaux sont à réserver à la présentation de données structurées (résultats, etc.).
- Les appels de note de bas de page (petits chiffres en exposant, introduits par l'outil «  Source ») sont à placer entre la fin de phrase et le point final[comme ça].
- Les liens internes (vers d'autres articles de Wikipédia) sont à choisir avec parcimonie. Créez des liens vers des articles approfondissant le sujet. Les termes génériques sans rapport avec le sujet sont à éviter, ainsi que les répétitions de liens vers un même terme.
- Les liens externes sont à placer uniquement dans une section « Liens externes », à la fin de l'article. Ces liens sont à choisir avec parcimonie suivant les règles définies. Si un lien sert de source à l'article, son insertion dans le texte est à faire par les notes de bas de page.
- La présentation des références doit suivre les conventions bibliographiques. Il est recommandé d'utiliser les modèles {{Ouvrage}}, {{Chapitre}}, {{Article}}, {{Lien web}} et/ou {{Bibliographie}}. Le mode d'édition visuel peut mettre en forme automatiquement les références.
- Insérer une infobox (cadre d'informations à droite) n'est pas obligatoire pour parachever la mise en page.

Pour une aide détaillée, merci de consulter Aide:Wikification.
Si vous pensez que ces points ont été résolus, vous pouvez retirer ce bandeau et améliorer la mise en forme d'un autre article.
Stephan Joseph Kornacki, né le 22 août 1979, est un journaliste politique américain, écrivain et présentateur. Kornacki est un correspondant politique national pour NBC News. Il a écrit des articles pour Salon, The New York Observer, The Wall Street Journal, The New York Times, New York Daily News, le New York Post, The Boston Globe et The Daily Beast. Kornacki était le présentateur multimédia et analyste de données pour une grande partie de la couverture de la campagne The Place for Politics de MSNBC, diffusée le jour des élections aux États-Unis depuis 2016.

## Biographie

### Jeunesse
Steve Kornacki est né à Groton, dans le Massachusetts. Il est le fils de Joseph Kornacki Senior and Anne Bernadette (Ramonas). Il a une sœur aînée, Kathryn Kornacki, née en janvier 1978, professeure à l'Université de Caldwell. Il a été au Groton-Dunstable Regional High School. Kornacki a fait ses études en film et télévision à l'Université de Boston.

### Carrière
Il a commencé sa carrière de journaliste en tant que journaliste pour PoliticsNJ.com, un site d'information politique du New Jersey appartenant à David Wildstein, où il a travaillé de 2002 à 2006. Il a auparavant co-animé une série d'actualités politiques sur News 12 New Jersey et couvert le Congrès américain pour Roll Call. Ses articles ont été publiés dans le New York Observer, le Wall Street Journal, le New York Times, le New York Daily News, le New York Post, le Boston Globe et le Daily Beast. Il est un ancien rédacteur politique au Salon.
De 2012 à 2013, Kornacki a co-animé The Cycle sur MSNBC avec la stratège politique Krystal Ball, le commentateur pop culture Touré Neblett et la chroniqueuse conservatrice SE Cupp,. Il a ensuite repris un autre programme MSNBC, All In with Chris Hayes, diffusé les samedis et dimanches de 8h à 10h, à partir d'avril 2013. Depuis 2014, il est correspondant de la carte électorale de MSNBC,. À partir de 2016, Kornacki a animé une émission quotidienne de 16 h à 17 h et a fréquemment invité des hôtes sur Hardball with Chris Matthews, All In avec Chris Hayes et The Rachel Maddow Show.
Le 8 mai 2017, Kornacki a été nommé correspondant politique nationale pour NBC News Group, avec l'intention de continuer à co-animer l'édition de 16 heures de MSNBC Live avec Nicolle Wallace. Il a publié un livre intitulé The Red and the Blue: The 1990s and the Birth of Political Tribalism en 2018, qui relate « la polarisation de la politique »,. En octobre 2019, Kornacki anime un podcast pour NBC News couvrant la première destitution de Donald Trump, ainsi que l'enquête accompagnant celle-ci, intitulé Article II: Inside Impeachment.
À la suite de son travail sur l'élection présidentielle américaine de 2020, Kornacki a été nommé par People « l'un des hommes les plus sexys du monde ». Il a également été approché pour apporter son style analytique unique à la division sportive de NBCUniversal, apparaissant pour la première fois sur Football Night in America en décembre 2020 pour expliquer les scénarios des séries éliminatoires pour le reste de la saison 2020 de la NFL,. Il fera plus tard des apparitions dans la couverture de NBC du Kentucky Derby 2021, où il était la seule personnalité à prédire correctement la victoire apparente de la course par Medina Spirit (bien que la victoire de la course ait ensuite été donnée à Mandaloun après un test de dépistage positif par Medina Spirit) et des Jeux olympiques d'été de 2020,,.

### Vie privée
Kornacki est gay et l'a annoncé publiquement en 2011 à travers une chronique dans Salon,. Depuis 2014, il réside dans l'East Village de Manhattan.

## Ouvrages
- Le rouge et le bleu: les années 1990 et la naissance du tribalisme politique, 2018 (ISBN 9780062439000, OCLC 1099946942, lire en ligne).